# Erik Mongrain
Erik Mongrain (n. 12 aprilie 1980, Montreal, Québec, Canada) este un chitarist și compozitor canadian, care este cunoscut pentru stilul său acustic deosebit în care utilizează ambele mâini pentru a produce sunete la o chitară acustică.

## Discografie
- Equilibrium (2008)
- Fates (2006)
- Un paradis quelque part (2005)
- Les pourris de talent (2005)

## Multimedia
- Erik Mongrain - AirTap! Arhivat în 29 aprilie 2007, la Wayback Machine.
- Erik Mongrain - Fusions Arhivat în 29 aprilie 2007, la Wayback Machine.
- Erik Mongrain - Timeless Arhivat în 29 aprilie 2007, la Wayback Machine.
- Erik Mongrain - I Am Not Arhivat în 29 aprilie 2007, la Wayback Machine.
- Erik Mongrain - PercussienFa Arhivat în 28 iunie 2007, la Wayback Machine.
- Erik Mongrain - The Silent Fool Arhivat în 22 august 2007, la Wayback Machine.
- Erik Mongrain - A Ripple Effect Arhivat în 28 iunie 2007, la Wayback Machine.